# نيكلاس بلومكفيست
نيكلاس بلومكفيست (بالفنلندية: Niklas Blomqvist)‏ (8 فبراير 1996 في فنلندا - ) هو لاعب كرة قدم فنلندي في مركز الوسط.

## وصلات خارجية
- نيكلاس بلومكفيست على موقع قاعدة بيانات كرة القدم.إي يو (الإنجليزية)
- نيكلاس بلومكفيست على موقع Soccerway.com (الإنجليزية)